# Montier Township
Montier Township est un ancien township, situé dans le comté de Shannon, dans le Missouri, aux États-Unis,.
Le township est fondé en 1901 et baptisé en référence à la communauté de Montier (en).

### Source de la traduction
- (en) Cet article est partiellement ou en totalité issu de l’article de Wikipédia en anglais intitulé « Montier Township, Shannon County, Missouri » (voir la liste des auteurs).